# Апис (царь Аргоса)
А́пис (Апид, др.-греч. Ἄπις) — персонаж древнегреческой мифологии. Сын Форонея и Теледики. Третий царь Аргоса. Назвал по своему имени Пелопоннес Апией. Царь Апии (либо царь Сикиона). Согласно аргосской версии, пал от заговора Телксиона и Телхина. Был бездетен. Причислен к богам и получил имя Серапис. Согласно другой версии, приплыл в Египет на кораблях и стал Сераписом. По аркадской версии, был нечаянно убит Этолом.
По сикионской версии, Апис — четвертый царь Сикиона, сын Телхина и отец Телксиона.